# Ethniki Erasitechniki Kategoria 1979-1980
L'Ethniki Erasitechniki Kategoria  1979-1980 è la 5ª edizione del campionato greco di calcio di terzo livello.

## Gruppo 1

### Squadre partecipanti
| Squadra                    | Città           |
| -------------------------- | --------------- |
| Agios Dimitrios            | Agios Dimitrios |
| Agios Ierotheos            | Peristeri       |
| Antagoras                  | Coo             |
| Athīnaïkos                 | Vironos         |
| Atromītos Pireo            | Il Pireo        |
| Atsalenios Iraklio         | Candia          |
| Diagoras                   | Rodi            |
| Diagoras Dryopideon Egaleo | Egaleo          |
| Drapetsona                 | Drapetsona      |
| Eolikos Mytilenes          | Mitilene        |
| Ergotelīs                  | Candia          |
| Fivos Kremastis            | Rodi            |
| Ifestos Korydallos         | Korydallos      |
| Ionia Chania               | Chania          |
| Iōnikos                    | Nikea           |
| Minoïki Fortetsas Iraklio  | Candia          |
| Neapoli Pireo              | Il Pireo        |
| Olympiakos Liosia          | Ano Liosia      |
| Rouf                       | Atene           |
| Vathy Samo                 | Vathy           |

### Classifica
|  | Pos. | Squadra                    | Pt     | G  | V | N | P | GF | GS | DR |
|  | ---- | -------------------------- | ------ | -- | - | - | - | -- | -- | -- |
|  | 1.   | Diagoras                   | 55     | 38 | ? | ? | ? | ?  | ?  | ?  |
|  | 2.   | Olympiakos Liosia          | 54     | 38 | ? | ? | ? | ?  | ?  | ?  |
|  | 3.   | Athīnaïkos                 | 54     | 38 | ? | ? | ? | ?  | ?  | ?  |
|  | 4.   | Atromītos Pireo            | 48     | 38 | ? | ? | ? | ?  | ?  | ?  |
|  | 5.   | Drapetsona                 | 47     | 38 | ? | ? | ? | ?  | ?  | ?  |
|  | 6.   | Neapoli Pireo              | 46     | 38 | ? | ? | ? | ?  | ?  | ?  |
|  | 7.   | Eolikos Mytilenes          | 45     | 38 | ? | ? | ? | ?  | ?  | ?  |
|  | 8.   | Atsalenios Iraklio         | 44     | 38 | ? | ? | ? | ?  | ?  | ?  |
|  | 9.   | Agios Dimitrios            | 43     | 38 | ? | ? | ? | ?  | ?  | ?  |
|  | 10.  | Iōnikos                    | 42     | 38 | ? | ? | ? | ?  | ?  | ?  |
|  | 11.  | Ergotelīs                  | 42     | 38 | ? | ? | ? | ?  | ?  | ?  |
|  | 12.  | Antagoras                  | 32     | 38 | ? | ? | ? | ?  | ?  | ?  |
|  | 13.  | Agios Ierotheos            | 31     | 38 | ? | ? | ? | ?  | ?  | ?  |
|  | 14.  | Ifestos Korydallos         | 31     | 38 | ? | ? | ? | ?  | ?  | ?  |
|  | 15.  | Fivos Kremastis            | 20     | 38 | ? | ? | ? | ?  | ?  | ?  |
|  | 16.  | Diagoras Dryopideon Egaleo | 19     | 38 | ? | ? | ? | ?  | ?  | ?  |
|  | 17.  | Minoïki Fortetsas Iraklio  | 17     | 38 | ? | ? | ? | ?  | ?  | ?  |
|  | 18.  | Ionia Chania               | 14     | 38 | ? | ? | ? | ?  | ?  | ?  |
|  | 19.  | Vathy Samo                 | 1      | 38 | ? | ? | ? | ?  | ?  | ?  |
|  | 20.  | Rouf                       | 0 (57) | 38 | ? | ? | ? | ?  | ?  | ?  |

Legenda:

      Ammesse in Beta Ethniki 1980-1981
      Retrocesse nei campionati regionali 1980-1981

### Spareggio per il 2º posto
| Squadra 1         | Risultato | Squadra 2  |
| ----------------- | --------- | ---------- |
| Olympiakos Liosia | 2 – 0     | Athīnaïkos |

## Gruppo 2

### Squadre partecipanti
| Squadra                  | Città       |
| ------------------------ | ----------- |
| Acaia                    | Kato Acaia  |
| Agios Dimitrios Patrasso | Patrasso    |
| Agrinio                  | Agrinio     |
| Anagennisi Arta          | Arta        |
| Apollon Kalamata         | Calamata    |
| Aris Rethymno            | Rethymno    |
| Chalkis                  | Calcide     |
| Doxa Megalopolis         | Megalopoli  |
| Ellas Velos              | Velo        |
| Evrotas Elous            | Elos        |
| Kalamata                 | Calamata    |
| Kerkyra                  | Corfù       |
| Mesolongi                | Missolungi  |
| Pamisos Messinis         | Messene     |
| Panargeiakos             | Argo        |
| Panīleiakos              | Pyrgos      |
| Pelopas Kiatou           | Kiato       |
| Preveza                  | Preveza     |
| Thesprotos               | Igoumenitsa |
| Zakynthos                | Zakynthos   |

### Classifica
|  | Pos. | Squadra                  | Pt | G  | V | N | P | GF | GS | DR |
|  | ---- | ------------------------ | -- | -- | - | - | - | -- | -- | -- |
|  | 1.   | Pelopas Kiatou           | 59 | 38 | ? | ? | ? | ?  | ?  | ?  |
|  | 2.   | Chalkis                  | 58 | 38 | ? | ? | ? | ?  | ?  | ?  |
|  | 3.   | Anagennisi Arta          | 55 | 38 | ? | ? | ? | ?  | ?  | ?  |
|  | 4.   | Panargeiakos             | 55 | 38 | ? | ? | ? | ?  | ?  | ?  |
|  | 5.   | Kerkyra                  | 54 | 38 | ? | ? | ? | ?  | ?  | ?  |
|  | 6.   | Zakynthos                | 46 | 38 | ? | ? | ? | ?  | ?  | ?  |
|  | 7.   | Mesolongi                | 45 | 38 | ? | ? | ? | ?  | ?  | ?  |
|  | 8.   | Acaia                    | 45 | 38 | ? | ? | ? | ?  | ?  | ?  |
|  | 9.   | Pamisos Messinis         | 45 | 38 | ? | ? | ? | ?  | ?  | ?  |
|  | 10.  | Preveza                  | 44 | 38 | ? | ? | ? | ?  | ?  | ?  |
|  | 11.  | Panīleiakos              | 43 | 38 | ? | ? | ? | ?  | ?  | ?  |
|  | 12.  | Ellas Velos              | 39 | 38 | ? | ? | ? | ?  | ?  | ?  |
|  | 13.  | Agios Dimitrios Patrasso | 34 | 38 | ? | ? | ? | ?  | ?  | ?  |
|  | 14.  | Kalamata                 | 26 | 38 | ? | ? | ? | ?  | ?  | ?  |
|  | 15.  | Agrinio                  | 26 | 38 | ? | ? | ? | ?  | ?  | ?  |
|  | 16.  | Apollon Kalamata         | 23 | 38 | ? | ? | ? | ?  | ?  | ?  |
|  | 17.  | Thesprotos               | 16 | 38 | ? | ? | ? | ?  | ?  | ?  |
|  | 18.  | Doxa Megalopolis         | 12 | 38 | ? | ? | ? | ?  | ?  | ?  |
|  | 19.  | Aris Rethymno            | 10 | 38 | ? | ? | ? | ?  | ?  | ?  |
|  | 20.  | Evrotas Elous            | 8  | 38 | ? | ? | ? | ?  | ?  | ?  |

Legenda:

      Ammesse in Beta Ethniki 1980-1981
      Retrocesse nei campionati regionali 1980-1981

## Gruppo 3

### Squadre partecipanti
| Squadra                    | Città          |
| -------------------------- | -------------- |
| Almyros                    | Almyros        |
| Apollon Eretrias           | Eretria        |
| Apollon Kryas Vrysis       | Krya Vrysi     |
| Apollon Larissa            | Larissa        |
| Astrapi Mesopotamias       | Mesopotamia    |
| Atromitos Diavatos         | Diavatos       |
| Atromitos Palama           | Palamas        |
| Chios                      | Chio           |
| Dafni Erythron             | Erythres       |
| Dimitra Trikala            | Trikala        |
| Elassona                   | Elassona       |
| Fōkikos                    | Amfissa        |
| Karditsa                   | Karditsa       |
| Malesina                   | Malesina       |
| Nea Artaki                 | Nea Artaki     |
| Niki Axos                  | Axos Pellas    |
| Orcomeno                   | Orcomeno       |
| Panargiakos Argos Orestiko | Argos Orestiko |
| Pierikos                   | Katerini       |
| Sarakinos Volos            | Volos          |

### Classifica
|  | Pos. | Squadra                    | Pt | G  | V | N | P | GF | GS | DR |
|  | ---- | -------------------------- | -- | -- | - | - | - | -- | -- | -- |
|  | 1.   | Pierikos                   | 63 | 38 | ? | ? | ? | ?  | ?  | ?  |
|  | 2.   | Elassona                   | 56 | 38 | ? | ? | ? | ?  | ?  | ?  |
|  | 3.   | Panargiakos Argos Orestiko | 44 | 38 | ? | ? | ? | ?  | ?  | ?  |
|  | 4.   | Nea Artaki                 | 43 | 38 | ? | ? | ? | ?  | ?  | ?  |
|  | 5.   | Orcomeno                   | 42 | 38 | ? | ? | ? | ?  | ?  | ?  |
|  | 6.   | Niki Axos                  | 42 | 38 | ? | ? | ? | ?  | ?  | ?  |
|  | 7.   | Karditsa                   | 42 | 38 | ? | ? | ? | ?  | ?  | ?  |
|  | 8.   | Dimitra Trikala            | 42 | 38 | ? | ? | ? | ?  | ?  | ?  |
|  | 9.   | Dafni Erythron             | 42 | 38 | ? | ? | ? | ?  | ?  | ?  |
|  | 10.  | Astrapi Mesopotamias       | 41 | 38 | ? | ? | ? | ?  | ?  | ?  |
|  | 11.  | Fōkikos                    | 41 | 38 | ? | ? | ? | ?  | ?  | ?  |
|  | 12.  | Malesina                   | 39 | 38 | ? | ? | ? | ?  | ?  | ?  |
|  | 13.  | Apollon Larissa            | 38 | 38 | ? | ? | ? | ?  | ?  | ?  |
|  | 14.  | Apollon Kryas Vrysis       | 35 | 38 | ? | ? | ? | ?  | ?  | ?  |
|  | 15.  | Almyros                    | 33 | 38 | ? | ? | ? | ?  | ?  | ?  |
|  | 16.  | Chios                      | 30 | 38 | ? | ? | ? | ?  | ?  | ?  |
|  | 17.  | Atromitos Palama           | 28 | 38 | ? | ? | ? | ?  | ?  | ?  |
|  | 18.  | Sarakinos Volos            | 23 | 38 | ? | ? | ? | ?  | ?  | ?  |
|  | 19.  | Apollon Eretrias           | 21 | 38 | ? | ? | ? | ?  | ?  | ?  |
|  | 20.  | Atromitos Diavatos         | 11 | 38 | ? | ? | ? | ?  | ?  | ?  |

Legenda:

      Ammesse in Beta Ethniki 1980-1981
      Retrocesse nei campionati regionali 1980-1981

## Gruppo 4

### Squadre partecipanti
| Squadra                  | Città               |
| ------------------------ | ------------------- |
| Akrites Sykeon           | Sykies              |
| Apollōn Kalamarias       | Kalamaria           |
| Aspis Xanthi             | Xanthi              |
| Didymoticho              | Didymoticho         |
| Eleftheriakos            | Eleftherio-Kordelio |
| Ethnikos Alexandroupolis | Alessandropoli      |
| Ethnikos Axioupolis      | Axioupoli           |
| Ethnikos Sidirokastro    | Sidirokastro        |
| Finikas Polichni         | Polichni            |
| Florina                  | Florina             |
| Iraklis Kavala           | Kavala              |
| Kalampaki                | Kalampaki           |
| Kampaniakos              | Chalastra           |
| Kessani Erasmios         | Erasmion            |
| Komotini                 | Komotini            |
| Koufalia                 | Koufalia            |
| Nea Moudania             | Moudania            |
| Odysseas Kordelio        | Eleftherio-Kordelio |
| Olympiakos Lefkonos      | Lefkonas            |
| Orestis Orestiada        | Orestiada           |

### Classifica
|  | Pos. | Squadra                  | Pt | G  | V | N | P | GF | GS | DR |
|  | ---- | ------------------------ | -- | -- | - | - | - | -- | -- | -- |
|  | 1.   | Apollōn Kalamarias       | 61 | 38 | ? | ? | ? | ?  | ?  | ?  |
|  | 2.   | Odysseas Kordelio        | 58 | 38 | ? | ? | ? | ?  | ?  | ?  |
|  | 3.   | Kampaniakos              | 51 | 38 | ? | ? | ? | ?  | ?  | ?  |
|  | 4.   | Aspis Xanthi             | 50 | 38 | ? | ? | ? | ?  | ?  | ?  |
|  | 5.   | Didymoticho              | 49 | 38 | ? | ? | ? | ?  | ?  | ?  |
|  | 6.   | Ethnikos Alexandroupolis | 47 | 38 | ? | ? | ? | ?  | ?  | ?  |
|  | 7.   | Finikas Polichni         | 45 | 38 | ? | ? | ? | ?  | ?  | ?  |
|  | 8.   | Florina                  | 44 | 38 | ? | ? | ? | ?  | ?  | ?  |
|  | 9.   | Akrites Sykeon           | 42 | 38 | ? | ? | ? | ?  | ?  | ?  |
|  | 10.  | Koufalia                 | 42 | 38 | ? | ? | ? | ?  | ?  | ?  |
|  | 11.  | Iraklis Kavala           | 40 | 38 | ? | ? | ? | ?  | ?  | ?  |
|  | 12.  | Eleftheriakos            | 39 | 38 | ? | ? | ? | ?  | ?  | ?  |
|  | 13.  | Orestis Orestiada        | 36 | 38 | ? | ? | ? | ?  | ?  | ?  |
|  | 14.  | Komotini                 | 29 | 38 | ? | ? | ? | ?  | ?  | ?  |
|  | 15.  | Nea Moudania             | 27 | 38 | ? | ? | ? | ?  | ?  | ?  |
|  | 16.  | Ethnikos Axioupolis      | 23 | 38 | ? | ? | ? | ?  | ?  | ?  |
|  | 17.  | Ethnikos Sidirokastro    | 22 | 38 | ? | ? | ? | ?  | ?  | ?  |
|  | 18.  | Olympiakos Lefkonos      | 19 | 38 | ? | ? | ? | ?  | ?  | ?  |
|  | 19.  | Kalampaki                | 15 | 38 | ? | ? | ? | ?  | ?  | ?  |
|  | 20.  | Kessani Erasmios         | 12 | 38 | ? | ? | ? | ?  | ?  | ?  |

Legenda:

      Ammesse in Beta Ethniki 1980-1981
      Retrocesse nei campionati regionali 1980-1981